# Coraia subeyanescens
Coraia subeyanescens es un insecto coleóptero de la familia Chrysomelidae.
Fue descrita científicamente en 1906 por Schaffer.